# Shim Ji-ho
Shim Ji-ho es un actor surcoreano. 

## Carrera
Empezó su carrera como modelo y posteriormente se convirtió en actor. Ha protagonizado series como School 2 (1999), My Lovely Family (2004), Our Stance on How to Treat a Break-up (2005) y Color of Women, así como la película erótica Green Chair del director Park Chul-soo  estrenada en el Festival de Cine de  Sundance.

## Filmografía

### Película
| Año  | Título          | Rol            |
| ---- | --------------- | -------------- |
| 2000 | Striker         | Han Tae-soo    |
| 2005 | Green Chair     | Seo-hyun       |
| 2008 | Open City       | Choi Seong-soo |
| 2008 | A Frozen Flower | Seung-gi       |

### Series televisiva
| Año       | Título                                                                                    | Rol                   | Red       |
| --------- | ----------------------------------------------------------------------------------------- | --------------------- | --------- |
| 1999      | School 2                                                                                  | Han Tae-hoon          | KBS2      |
| 1999      | Rising Sun, Rising Moon                                                                   | Park Sung-jin         | KBS1      |
| 2000      | Soseol Mokminsimseo                                                                       | In-ha                 | KBS2      |
| 2000      | The Clinic for Married Couples: Love and War (episodio 37: "The Prince and the Princess") | KBS2                  |           |
| 2000      | The Clinic for Married Couples: Love and War (episodio 47: "Wife's Lover")                | Kim Dong-hwa          | KBS2      |
| 2001      | Drama City                                                                                | cirujano Jin-chul     | KBS2      |
| 2001      | Saturday Story Land (episodio: "4th Wonderful Encounter, Wonderful Love")                 | SBS                   |           |
| 2001      | I Like Dong-seo                                                                           | Yoon Tae-yeol         | KBS2      |
| 2001      | Honey Honey (episodio: "My Brother's Girlfriend")                                         | Kim Seung-joon        | SBS       |
| 2001      | Special Warrant 203                                                                       | Detective Lee Dae-bok | KBS2      |
| 2002      | The Clinic for Married Couples: Love and War (episodio: "Twenty-year-old Couple")         | KBS2                  |           |
| 2002      | Zoo People                                                                                | Go Doo-gil            | KBS2      |
| 2004      | My Lovely Family                                                                          | Kim Jae-min           | KBS1      |
| 2004      | I'm Sorry, I Love You                                                                     | novio de Kang Min-joo | KBS2      |
| 2004      | Stained Glass                                                                             | Shin Ji-suk           | SBS       |
| 2005      | Our Stance on How to Treat a Break-up                                                     | Han Jae-min           | MBC       |
| 2006      | 你是我的命                                                                                | Joo-hyuk              | CCTV      |
| 2011      | Color of Women                                                                            | Kang Chan-jin         | Channel A |
| 2012      | Family                                                                                    | Cha Ji-ho             | KBS2      |
| 2013–2014 | Passionate Love                                                                           | Han Soo-hyuk          | SBS       |
| 2016      | You Are a Gift                                                                            | Han Yoon-ho           | SBS       |
| 2017      | Argon                                                                                     | Eom Min-ho            | tvN       |
| 2018      | Love to the End                                                                           | Kang Hyun-ki          | KBS2      |

#### Telerrealidad y Variedades
| Año  | Título              | Papel                                  | Cadena | Notas   |
| ---- | ------------------- | -------------------------------------- | ------ | ------- |
| 2020 | King of Mask Singer | Participante como "Temptation of Wolf" | MBC    | Ep. 255 |

## Premios y nominaciones
| Año  | Premio                            | Categoría         | Trabajo nominado    | Resultado |
| ---- | --------------------------------- | ----------------- | ------------------- | --------- |
| 1999 | KBS Premios de obra               | mejor actor joven | Escolar 2           | Ganador   |
| 2004 | 2.º Andre Kim Premios de Estrella | mejor intérprete  | Mi Familia Preciosa | Ganador   |